# Шах, Пётр Григорьевич
Пётр Григорьевич Шах (1905 — неизвестно) — управляющий отделением Меркенского свёклосовхоза Министерства пищевой промышленности СССР, Меркенский район, Джамбулская область, Казахская ССР. Герой Социалистического Труда (1948).

## Биография
Родился в 1905 году в крестьянской семье в одном из населённых пунктов современной Омской области. Со второй половины 1940-х годов руководил отделением свёкловодческого совхоза «Меркенский» Меркенского района.
В 1947 году труженики его отделения собрали в среднем с каждого гектара по 821 центнера сахарной свёклы на участке площадью 25,2 гектара. Указом Президиума Верховного Совета СССР от 8 мая 1948 года удостоен звания Героя Социалистического Труда за «получение высокого урожая сахарной свёклы в 1947 году» с вручением ордена Ленина и золотой медали «Серп и Молот» (№ 2212).
Этим же указом званием Героя Социалистического Труда были награждены директор совхоза Павел Самойлович Холодов, старший агроном совхоза Марк Кириллович Шандренко, управляющий совхознымм отделением Аманжол Тургумбаевич Тургумбаев, старший механик Василий Кириллович Негода, передовые свёкловоды совхоза бригадиры Зара Абдулвагабовна Гаджиева, Пётр Иванович Зотов, Антонина Самуиловна Нобель, Ихлас Кардашевич Токаев, звеньевые Тажудин Ильясович Аджиев, Гаджимагомед Казиевич Камбулатов, Шухаин Исмаилович Келеметов, Нузула Хачьяевна Курджиева, Анастасия Филипповна Николаева, Хапиз Исаевич Чупанов и Гульминиса Халиулевна Шеримбаева.
Дальнейшая судьба не известна.